# Henry Edward Bird
Henry Edward Bird (* 14. Juli 1829 in Portsea, Hampshire; † 11. April 1908 in London) war einer der besten englischen Schachspieler des 19. Jahrhunderts.
Er nahm am ersten Schachturnier der Neuzeit in London 1851 teil, schied allerdings bereits in der ersten Runde mit 1,5:2,5 gegen Bernhard Horwitz aus. 1858 spielte er einige Partien mit Paul Morphy. Später verlor er Wettkämpfe gegen die Schachweltmeister Wilhelm Steinitz (1866, beim Stand von 5:7 bei 5 Remis abgebrochen, als Bird aus beruflichen Gründen in die USA reisen musste) und Emanuel Lasker (1890, Resultat: 3,5:8,5 und 1892, Resultat: 0:5). Trotz dieser Misserfolge war er wegen seiner originellen Spielweise in der Schachszene hoch geschätzt.
Bird erhielt 1876 in New York den ersten Schönheitspreis der Schachgeschichte, und zwar einen Silberpokal für seine Partie gegen James Mason.
Bird, der von Beruf Buchhalter war, trat auch als Autor einiger populärer Schachbücher in Erscheinung, unter anderem Chess masterpieces (1875) und Chess history and reminiscences (1893). Auch sind einige Schachaufgaben von ihm überliefert.
Nach ihm ist die Bird-Eröffnung (1. f2–f4) benannt. Auch in der Spanischen Partie trägt eine Variante (1. e2–e4 e7–e5 2. Sg1–f3 Sb8–c6 3. Lf1–b5 Sc6–d4) den Namen Bird-Verteidigung.